# (5027) Androgeos
(5027) Androgeos – planetoida z grupy trojańczyków okrążająca Słońce w ciągu 12 lat i 74 dni w średniej odległości 5,3 j.a. Została odkryta 21 stycznia 1988 roku. Nazwa planetoidy pochodzi od Androgeosa, jednego z uczestników wojny trojańskiej. Przed nadaniem nazwy planetoida nosiła oznaczenie tymczasowe (5027) 1988 BX1.